# Armin Mohler
Armin Mohler (Basilea, 12 aprile 1920 – 4 luglio 2003) è stato un politico, scrittore e filosofo svizzero.
Fu un inserito nella cosiddetta Nuova Destra, fenomeno letterario e filosofico.

## La vita
Mohler studiò all'università di Basilea in cui per un certo tempo sostenne il comunismo. Fu introdotto nell'esercito svizzero all'età di 20 anni ma, dopo aver letto gli studi di Oswald Spengler, si trasformò in un sostenitore della Germania Nazista e si trasferì in quel paese nel 1942. Rimase a Berlino per un altro anno prima del ritorno in Svizzera, in cui fu incarcerato per diserzione. Nel 1943, lavorò come segretario per il suo idolo Ernst Jünger. Ha continuato a lavorare come corrispondente a Parigi per Die Zeit da 1953 al 1961. Dopo aver vissuto a Monaco di Baviera, come dipendente per la Siemens, lavorò sia per Franz Josef Strauß che per Alain de Benoist. Dopo la reunificazione tedesca, Mohler ha tentato di sfruttare la confusione nella sinistra per riaffermare le sue idee conservatrici, ma non vi riuscì. È morto nel 2003 all'età di 83 anni.

## Opere
- Die Konservative Revolution in Deutschland 1918-1932 (traduzione italiana La Rivoluzione Conservatrice in Germania 1918-1932, pp. 182, La roccia di Erec, 1990)
- Capriccios (con Ernest Junger), 1953
- Die Fünfte Republik. Was steht hinter der Gaulle?, 1963
- Was die Deutschen fürchten, 1966
- Sex und Politik, 1972
- Liberalenbeschimpfung, 1990
- Der Nasenring, 1991
- Lo stile del fascismo, 1987 pag. 80, Settimo Sigillo

## Attivismo politico
Mohler era inizialmente un sostenitore di Franz Josef Strauss e su posizioni politiche vicine all'Unione Cristiano-Sociale della Baviera, successivamente però si avvicinò a Franz Schönhuber fondatore dei Repubblicani (partito nato appunto da una scissione della CSU). Internazionalmente per un certo periodo di tempo è stato vicino ad Alain de Benoist.

## Fascismo
Le nozioni di Mohler sono state descritte dai critici come fascismo. In un'intervista Mohler accettò questa etichetta ma soltanto nella tradizione di José Antonio Primo de Rivera e con l'accettazione della nozione che il fascismo ha avuto radici nella sinistra come discusso da Zeev Sternhell.